# ديفيد ميري
ديفيد ميري ميدرانو ( بالإنجليزية : David Myrie Medrano ) لاعب كرة قدم كوستاريكي، يلعب في نادي لايمون بالدوري الكوستريكي ومنتخب كوستاريكا لكرة القدم المشارك في بطولة كأس العالم 2014 المقامة في البرازيل .

## مسيرته الكروية
لعب ديفيد ميري خلال مسيرته الاحترافية مع 11 ناديًا في أربعة عشر موسمًا وسجل خلالها 10 أهداف ضمن 228 مباراة. ولم يفز بأي موسم بالكأس وفاز في أربعة مواسم بالدوري.
خاض ديفيد ميري مسيرته مع Asociación Deportiva Municipal Puntarenas ‏ في موسم 2007–08 لمدة موسم واحد، مشاركًا في 11 مباراة ولم يسجل أي هدف. ثم انتقل إلى نادي ألاجولينسي في موسم 2008–09 لمدة موسم واحد، حيث شارك في 14 مباراة ولم يسجل أي هدف أيضًا. لينتقل بعدها إلى نادي شيكاغو فاير ما بين عامي 2009 و2010 لمدة موسم واحد، لم يشارك في أي مباراة ولم يسجل أي هدف أيضًا. ثم انتقل إلى نادي فيلادلفيا يونيون ما بين عامي 2010 و2011 لمدة موسم واحد، مشاركًا في مباراة ولم يسجل أي هدف أيضًا. هذا وانتقل لاحقًا إلى Limón F.C. ‏ في موسم 2010–11 في المرة الأولى لمدة موسم واحد ثم في موسم 2011–12 لمدة موسم واحد، مشاركًا طوالها في 33 مباراة سجل خلالها هدفين. ثم انتقل بعدها إلى نادي فريدريكستاد ما بين عامي 2011 و2012 لمدة موسم واحد، مشاركًا في مباراتين سجل خلالها هدفًا واحدًا. ليعود وينتقل من جديد، لكن هذه المرة إلى C.S. Uruguay de Coronado ‏ في موسم 2012–13 لمدة موسم واحد، مشاركًا في 29 مباراة سجل خلالها 3 أهداف. لينتقل بعدها إلى نادي هيريديانو في موسم 2013–14 واستمر معه طيلة ثلاثة مواسم، مشاركًا في 86 مباراة سجل خلالها 3 أهداف أيضًا. ثم لعب في نادي ديبورتيفو سابريسا في موسم 2016–17 لمدة موسم واحد، مشاركًا في 16 مباراة سجل خلالها هدفًا واحدًا. ليعود ويرتحل عنه إلى A.D. Municipal Pérez Zeledón ‏ في موسم 2017–18 لمدة موسم واحد، مشاركًا في 28 مباراة ولم يسجل أي هدف.

## روابط خارجية
- ديفيد ميري على موقع الاتحاد الدولي (مؤرشف)  (الإنجليزية)
- ديفيد ميري على موقع الدوري الأمريكي (الإنجليزية)
- ديفيد ميري على موقع قاعدة بيانات كرة القدم.إي يو (الإنجليزية)
- ديفيد ميري على موقع ناشيونال فوتبول تيمز (الإنجليزية)
- ديفيد ميري على موقع Soccerway.com (الإنجليزية)
- ديفيد ميري على موقع عالم كرة القدم.نت (الإنجليزية)
- ديفيد ميري على موقع AS.com (الإسبانية)